# Mikroregion Santa Rita do Sapucaí

Mikroregion Santa Rita do Sapucaí

Mikroregion Santa Rita do Sapucaí – mikroregion w brazylijskim stanie Minas Gerais należący do mezoregionu Sul e Sudoeste de Minas.

## Gminy
- Cachoeira de Minas
- Careaçu
- Conceição das Pedras
- Conceição dos Ouros
- Cordislândia
- Heliodora
- Natércia
- Pedralva
- Santa Rita do Sapucaí
- São Gonçalo do Sapucaí
- São João da Mata
- São José do Alegre
- São Sebastião da Bela Vista
- Silvianópolis
- Turvolândia